# 大钟庄镇
大钟庄镇，是中华人民共和国天津市宝坻区下辖的一个乡镇级行政单位。

## 镇名来历
始建于明朝永乐年间，原名钟钱庄，时有钟钱两姓随燕王扫北在此定居，后因为钟姓人多，改名钟家庄。清末时期，村东西头各建庙一座，铸大钟一口，悬挂于各庙内钟楼上，后改为大钟庄。

## 行政区划
大钟庄镇下辖以下地区：
司家庄村、燕喜村、厂家窝村、宝芝麻窝村、北王庄村、大陈庄村、小于庄村、小刘庄村、杨木庄村、凌沿庄村、马郭庄村、宝船窝村、滩沽村、东冯庄村、苏庄子村、大沽庄村、小苑庄村、大中庄村、二米庄村、长亨庄村、刘兰庄村、大刘庄村、孔家庄村、大卦庄村、米四庄村、袁罗庄村、康家庄村、李英庄村、大米庄村、牛庄子村、大靳庄村、王山庄村、尹家庄村、宽江村、勾家庄村、金厂庄村、长汀庄村、南王庄村、前鲁沽村、后鲁沽村、岳家楼村、东鲁沽村、俭字沽村、焦王庄村和焦家庄村。